# Gmina Polzela
Polzela – gmina w Słowenii. W 2002 roku liczyła 5417 mieszkańców.

## Miejscowości
Miejscowości wchodzące w skład gminy Polzela:
- Andraž nad Polzelo,
- Breg pri Polzeli,
- Dobrič,
- Ločica ob Savinji,
- Orova vas,
- Podvin pri Polzeli,
- Polzela – siedziba gminy,
- Založe.